# 张傲嘉
张傲嘉（1979年8月16日—），艺名影子，身高一米七五，是一位中国音樂劇女演员。 张傲嘉的曾外祖父是外國传教士，外婆是一位评弹演員。张傲嘉曾就讀於上海外国语大学，学习欧美及汉语语言文学，毕业后又前往美国加利福尼亞大學柏克萊分校以及芝加哥艺术学院攻读戏剧。2004年回到中国。张傲嘉曾出演《媽媽咪呀！》中文版女主角。